# Montjustin-et-Velotte
Pour les articles homonymes, voir Montjustin (homonymie) et Velotte.
Montjustin-et-Velotte est une commune française située dans le département de la Haute-Saône, la région culturelle et historique de Franche-Comté et la région administrative Bourgogne-Franche-Comté. Elle fait partie du canton de Villersexel et de la communauté de communes du Triangle Vert.
Ses habitants sont les Montjustinois.

## Géographie

### Situation

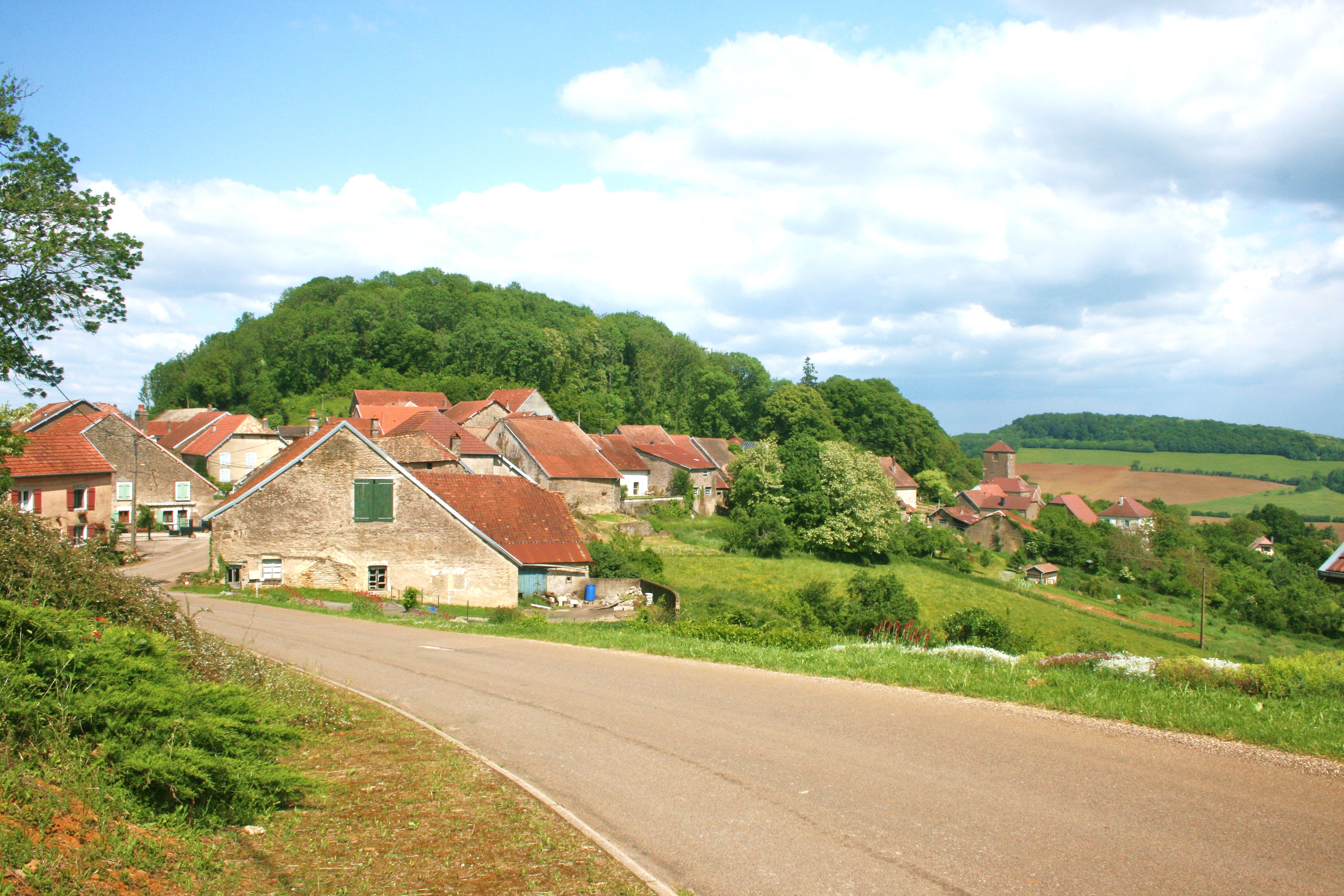
Panorama sur le village.

Situé sur les plateaux calcaires de la Haute-Saône, le village se situe entre les villes de Lure, distante de 17 kilomètres et de Vesoul, préfecture de département, distante de 20 kilomètres. Villersexel, autre agglomération d'importance, se trouve à 10 kilomètres du village.
| Liévans          | Mollans               |          |
|                  | Montjustin-et-Velotte | Arpenans |
| Autrey-lès-Cerre | Borey, Oppenans       | Oricourt |

### Géologie
Le territoire de la commune se caractérise par la présence en son centre d'une butte, dominant des combes orientées au nord-est, nord et sud-est. Il repose sur le gisement de schiste bitumineux de Haute-Saône daté du Toarcien.

### Hydrographie
Le Lauzin, affluent de l'Ognon, coule du nord au sud, à l'est du territoire.

### Climat
Pour des articles plus généraux, voir Climat de la Bourgogne-Franche-Comté et Climat de la Haute-Saône.
En 2010, le climat de la commune est de type climat de montagne, selon une étude du Centre national de la recherche scientifique s'appuyant sur une série de données couvrant la période 1971-2000. En 2020, Météo-France publie une typologie des climats de la France métropolitaine dans laquelle la commune est exposée à un climat semi-continental et est dans la région climatique  Lorraine, plateau de Langres, Morvan, caractérisée par un hiver rude (1,5 °C), des vents modérés et des brouillards fréquents en automne et hiver. 
Pour la période 1971-2000, la température annuelle moyenne est de 9,9 °C, avec une amplitude thermique annuelle de 17,3 °C. Le cumul annuel moyen de précipitations est de 1 153 mm, avec 13,1 jours de précipitations en janvier et 10,3 jours en juillet. Pour la période 1991-2020, la température moyenne annuelle observée sur la station météorologique de Météo-France la plus proche, « Villersexel Sa », sur la commune de Villersexel à 8 km à vol d'oiseau, est de 10,8 °C et le cumul annuel moyen de précipitations est de 1 037,9 mm. 
La température maximale relevée sur cette station est de 38,4 °C, atteinte le 8 août 2003 ; la température minimale est de −19,4 °C, atteinte le 20 décembre 2009,,. 
Les paramètres climatiques de la commune ont été estimés pour le milieu du siècle (2041-2070) selon différents scénarios d'émission de gaz à effet de serre à partir des nouvelles projections climatiques de référence DRIAS-2020. Ils sont consultables sur un site dédié publié par Météo-France en novembre 2022.

## Urbanisme

### Typologie
Au 1er janvier 2024, Montjustin-et-Velotte est catégorisée commune rurale à habitat dispersé, selon la nouvelle grille communale de densité à sept niveaux définie par l'Insee en 2022.
Elle est située hors unité urbaine et hors attraction des villes,.

### Occupation des sols
L'occupation des sols de la commune, telle qu'elle ressort de la base de données européenne d’occupation biophysique des sols Corine Land Cover (CLC), est marquée par l'importance des territoires agricoles (83 % en 2018), une proportion identique à celle de 1990 (83 %). La répartition détaillée en 2018 est la suivante : 
prairies (67,8 %), zones agricoles hétérogènes (14,8 %), forêts (13,6 %), zones urbanisées (3,4 %), terres arables (0,3 %). L'évolution de l’occupation des sols de la commune et de ses infrastructures peut être observée sur les différentes représentations cartographiques du territoire : la carte de Cassini (XVIIIe siècle), la carte d'état-major (1820-1866) et les cartes ou photos aériennes de l'IGN pour la période actuelle (1950 à aujourd'hui).

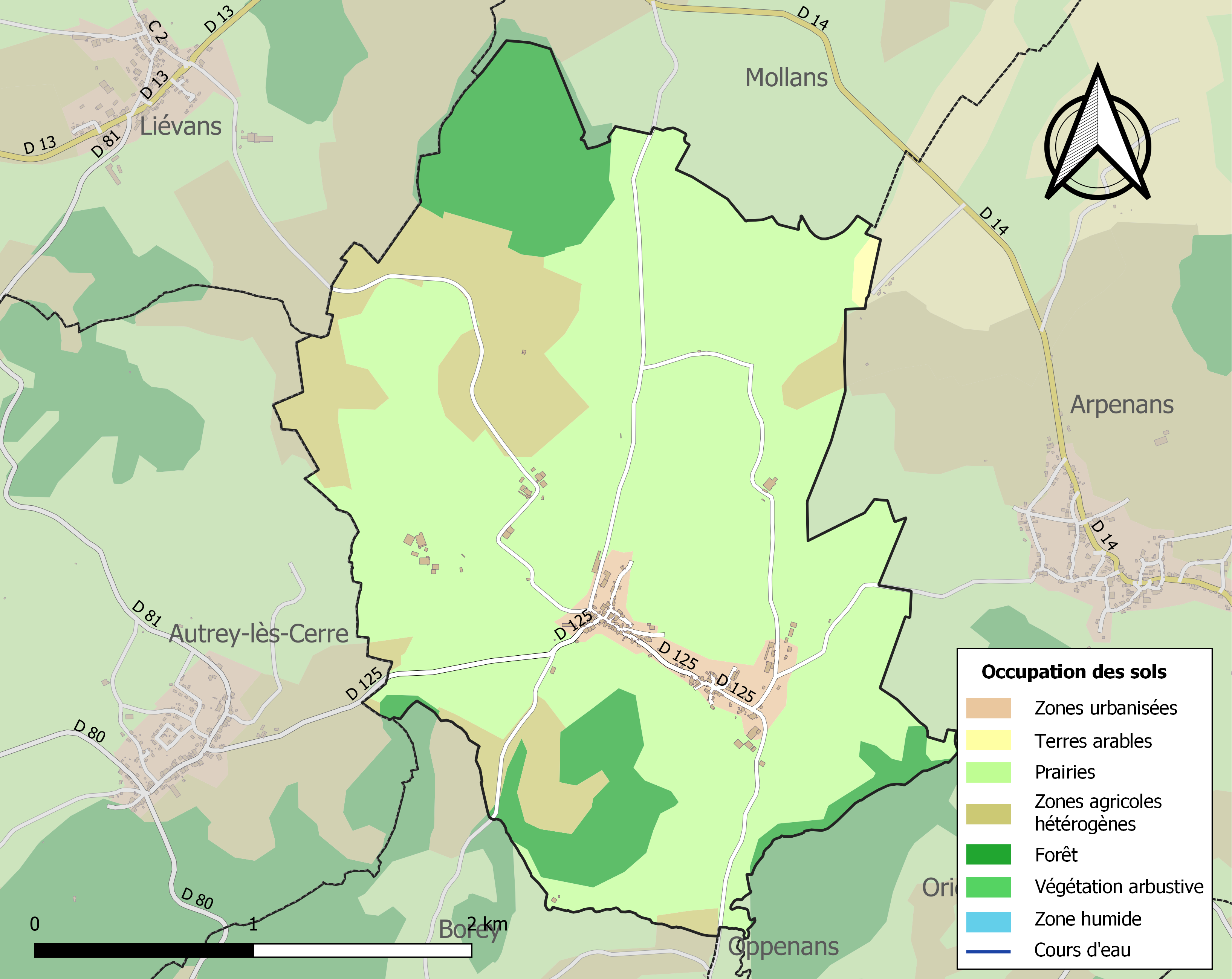
Carte des infrastructures et de l'occupation des sols de la commune en 2018 (CLC).

## Toponymie
Le nom du village serait d'origine gallo-romaine, mons signifiant hauteur et Justinus étant l'identité d'un des premiers occupants des lieux. Velotte, d'origine identique, proviendrait du latin villa, correspondant à une exploitation rurale.
Anciennement dénommée Montjustin, la commune a pris le nom de Montjustin-et-Velotte par décret du 15 mai 1962 (il existe une autre commune dénommée Montjustin dans les Alpes-de-Haute-Provence).

## Histoire

### Antiquité
Le territoire a été occupé dès l'époque gallo-romaine, ainsi que l'a démontrée la découverte dans les années soixante d'un fanum, au nord de la commune au lieu-dit le Fenis. Ce site a révélé la présence, lors de sa fouille, de nombreuses monnaies s'échelonnant de l'époque gauloise à celle de l'empereur Trajan, de fibules, de céramique et d'une sculpture grossière d'un bovidé. Les trouvailles ont été déposées au musée de Vesoul. Deux autres sites de la même époque ont été repérés par prospections, l'un à proximité du temple et l'autre au sud du village au lieu-dit Combe la Grèle. Ces éléments attestent de l'installation d'une population à partir du Ier siècle, s'expliquant par le passage dans le voisinage de voies romaines qui devaient conduire à la vallée du Rhin par la Trouée de Belfort.
L'occupation du territoire s'est poursuivie à l'époque mérovingienne, un cimetière s'étant établi sur les ruines et aux alentours du fanum. Le mobilier des tombes, comportant essentiellement des objets de parure, a permis de dater son utilisation entre les VIIe et VIIIe siècles.
Empruntée à Grégoire de Tours, une légende rapportée par l'historien Suchaux  raconte que c'est au château de Montjustin que vivait la princesse burgonde Clotilde, fille du roi de Bourgogne Chilpéric. C'est donc là, ou dans la campagne environnante, que vint Aurélien, chambellan de Clovis, déguisé en mendiant pour « repérer » la future femme du roi des Francs, puis l'enlever...

### Moyen Âge
Montjustin a été au Moyen Âge l'une des plus importantes possessions des comtes de Bourgogne.
En 1253 Jacques de Montjustin prête hommage au comte Hugues de Chalon et Alix de Méranie. À cette occasion les justices du village de Montjustin font l’objet d’une description précise définissant ou redéfinissant précisément le partage de celles-ci. La population est alors constituée soit d’hommes libres sujet des comtes de Bourgogne peuplant surtout la partie nord-ouest du bourg ; soit de serfs sujets des Montjustin peuplant surtout la partie sud-ouest.
Hugues de Bourgogne, fils du comte Hugues et de la comtesse Alix, auquel échoit le domaine, prendra d'ailleurs le titre de sire de Montjustin. En 1292, il donne le château et ses dépendances à sa nièce Jeanne, fille du comte Othon IV, au cas où il décéderait sans descendant. Dans son testament de 1312, il confirme ce legs aux héritiers de son frère. Les archives mentionnent l'existence d'un sérieux conflit l'ayant opposé à l'abbé de Luxeuil, au sujet de droits sur Amblans, Velotte et Bouhans, lors duquel il tint captifs et prisonniers dans son château onze religieux pris en otage.
À partir de 1291, à la suite de l’acquisition du château par Hugues de Bourgogne, qui le revend bientôt à son frère le comte Othon IV, le château fait l’objet d’un remaniement et d’un développement considérable, en faisant l’un des plus grands et plus puissants châteaux des comtes dans cette partie du comté.
Montjustin devient le siège d’une châtellenie créée entre les années 1296 et 1333, à cette date elle rassemble une dizaine de villages.
Au milieu du XIVe siècle, les baillis d’Amont sont également capitaines de Montjustin, en période de troubles, ils en font leur quartier général délaissant Vesoul jugée indéfendable.
À la fin du XIVe siècle et jusqu’en 1419, la charge de capitaine est dévolue à un chambellan de la cour des ducs de Bourgogne. Après cette date, le château perd peu à peu de son importance stratégique mais la châtellenie continuera à se développer à l’époque moderne. Du fait des moyens considérables mis en œuvre pour la défense du château et du bourg, l’ensemble, bien que souvent convoité par ses ennemis, n’est jamais vraiment en péril. Les dévastations de la guerre et les épidémies frappent surtout les bourgs périphériques de la châtellenie, tels que Vy-Lès-Lure qui sera durablement affecté par la peste.
Les comtes de Bourgogne étaient les suzerains des seigneurs locaux. La  famille de Montjustin, dont certains membres sont connus du XIIe siècle au XVIe siècle et parmi lesquels figure Hugues, damoiseau qui participe à la sixième croisade en 1229 aux côtés d'Othon de Méranie, disparaît en 1531 avec le décès de Guillaume, chevalier de Saint-Georges, qui n'eut que des filles. Les armoiries de cette famille étaient de gueules à la bande d'or côtoyée de deux bâtons de même.

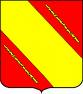
Blason famille de Montjustin.

Le village a été le siège d'une prévôté, qui a été supprimée sous le règne de Louis XV.

### Époque moderne
La terre se divise ensuite en plusieurs  seigneuries jusqu'au XVIIe siècle, où Nicolas François Millot rassemble les différentes portions. Elle est érigée en baronnie par lettres patentes de décembre 1746 en faveur de Guillaume Antide Millot. Une forte vindicte des habitants à l'égard de leur seigneur semble avoir existé, puisque le baron Charles François Millot de Montjustin va être suspendu dans un puits durant la Révolution, entendant délibérer si on le laisserait tomber ou si on le ferait périr d'une autre manière. Il fut finalement libéré par une troupe de soldats de passage.

## Politique et administration

### Rattachements administratifs et électoraux
La commune fait partie de l'arrondissement de Vesoul du département de la Haute-Saône, en région Bourgogne-Franche-Comté. Pour l'élection des députés, elle dépend de la deuxième circonscription de la Haute-Saône.
Elle était incluse depuis 1973 dans le canton de Noroy-le-Bourg. Dans le cadre du redécoupage cantonal de 2014 en France, la commune est désormais rattachée au canton de Villersexel.

### Intercommunalité
La commune faisait partie de la communauté de communes des grands bois, créée le 10 décembre 2001 et qui regroupait 12 communes et environ 3 100 habitants.
Dans le cadre des dispositions de la loi du 16 décembre 2010 de réforme des collectivités territoriales, qui prévoit toutefois d'achever et de rationaliser le dispositif intercommunal en France, et notamment d'intégrer la quasi-totalité des communes françaises dans des EPCI à fiscalité propre dont la population soit normalement supérieure à 5 000 habitants, le schéma départemental de coopération intercommunale de 2011 a prévu la fusion des communautés de communes : 
- du Pays de Saulx, 
- des grands bois 
- des Franches Communes (sauf  Amblans et Genevreuille), 
et en y rajoutant la commune isolée de Velorcey, afin de former une nouvelle structure regroupant 42 communes et environ 11 200 habitants.
Cette fusion est effective depuis le 1er janvier 2014 et a permis la création, à la place des intercommunalités supprimées, de  la communauté de communes du Triangle Vert, dont la commune est désormais membre.

### Liste des maires

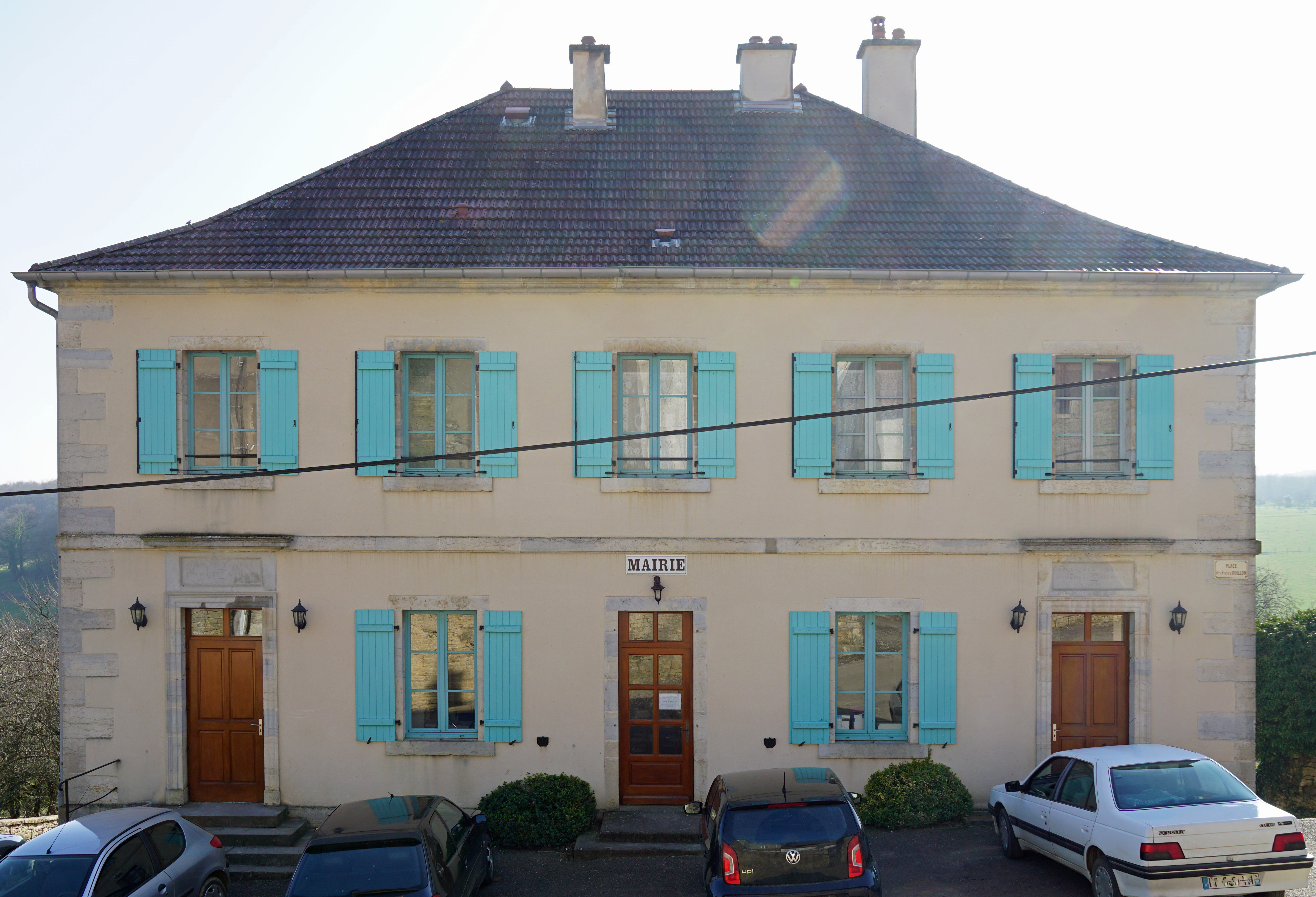
La mairie.

| Période                                  | Période                 | Identité          | Étiquette | Qualité                         |
| ---------------------------------------- | ----------------------- | ----------------- | --------- | ------------------------------- |
| Les données manquantes sont à compléter. |                         |                   |           |                                 |
| mars 2001                                | décembre 2002           | Dominique Bevalot |           |                                 |
| janvier 2003                             | En cours (au 17/7/2016) | Benoit Peton      |           | Réélu pour le mandat 2014-2020, |

## Démographie
En 2022, la commune de Montjustin-et-Velotte comptait 121 habitants. À partir du XXIe siècle, les recensements réels des communes de moins de 10 000 habitants ont lieu tous les cinq ans. Les autres « recensements » sont des estimations.
| 1793 | 1800 | 1806 | 1821 | 1831 | 1836 | 1841 | 1846 | 1851 |
| ---- | ---- | ---- | ---- | ---- | ---- | ---- | ---- | ---- |
| 413  | 407  | 392  | 423  | 391  | 394  | 408  | 381  | 374  |

| 1856 | 1861 | 1866 | 1872 | 1876 | 1881 | 1886 | 1891 | 1896 |
| ---- | ---- | ---- | ---- | ---- | ---- | ---- | ---- | ---- |
| 315  | 330  | 327  | 328  | 310  | 281  | 284  | 266  | 253  |

| 1901 | 1906 | 1911 | 1921 | 1926 | 1931 | 1936 | 1946 | 1954 |
| ---- | ---- | ---- | ---- | ---- | ---- | ---- | ---- | ---- |
| 277  | 271  | 254  | 222  | 217  | 197  | 171  | 155  | 153  |

| 1962 | 1968 | 1975 | 1982 | 1990 | 1999 | 2006 | 2008 | 2013 |
| ---- | ---- | ---- | ---- | ---- | ---- | ---- | ---- | ---- |
| 176  | 166  | 145  | 137  | 122  | 125  | 132  | 134  | 128  |

| 2018 | 2022 | - | - | - | - | - | - | - |
| ---- | ---- | - | - | - | - | - | - | - |
| 119  | 121  | - | - | - | - | - | - | - |

## Sports
Une épreuve des championnats de France de cyclisme sur route 2016 de Vesoul s'est déroulée le 23 juin 2016 sur le territoire de la commune de Montjustin-et-Velotte.

## Culture locale et patrimoine

### Lieux et monuments
Il ne subsiste plus que quelques ruines de l'ancien château féodal, érigé au sommet de la butte dominant la plaine qui s'étend au nord en direction de Lure. Construit vraisemblablement au XIIe siècle, il a été détruit au cours des guerres qui ont affecté la région à la fin du XIVe siècle. En 1347, la terre de Montjustin est en effet dévastée par Jean II de Chalon-Arlay en lutte avec le comte Eudes IV de Bourgogne. À la suite de ces évènements, les habitants de Velotte obtiendront par acte du 15 mars 1349 de Gauthier, seigneur de Ray-sur-Saone, gardien du comté de Bourgogne, la réduction du montant des tailles dues.
Le château semble avoir été constitué de deux enceintes fortifiées. Des fouilles anciennes ont mis en évidence dans la partie Nord un mur muni de corbeaux indiquant la présence de salles en rez-de-chaussée encore enterrées  le long de ce mur. Le site, couvert de végétation, mériterait d'être mis en valeur.
En 1291 Agnès de Montjustin, veuve de Jacques, vend le château à Hugues de Bourgogne. Le château triple sa superficie, il compte deux portes, une chapelle (édifiée en 1336), une grande tour, un grand et petit donjon, une grande salle, deux celliers, un poêle. Un four à chaux est également présent, probablement dans la première enceinte qui est vaste. Le château est une place de « retraillants » ; les habitants des dix bourgs constituant la châtellenie ont obligation de s’y réfugier sur ordre du capitaine-châtelain. Le château est doté en outre d’une structure originale, le « prel », un pré entouré d’une palissade fortifiée et gardée, probablement au nord-ouest du château et au nord du village, auquel on accède par une porte et communiquant avec le château par une poterne. Le château pouvait héberger ainsi une centaine de cavaliers.
Le village est fortifié et son enceinte entourée de vignes. Le village compte en son sein une halle et une taverne, toutes deux sous juridiction comtale, les maisons sont majoritairement de torchis doté de cheminées, mais plusieurs sont en pierres. Le bourg est doté de deux portes l’une à l’Ouest très peu documentée donne sur le « Champ de foire ». La porte Est dite « Porte de la Croix » mène au cimetière et à l’église. Un chemin descend de là vers Velotte qui est alors une communauté distincte, constituée majoritairement de serfs, gens des Montjustin. En dessous du château, à l’est du bourg de Montjustin, surplombant l’église et le cimetière, se trouve la Maison Forte, refuge des Montjustin après qu’ils aient vendu le château à Hugues de Bourgogne. L’église est le centre d’une paroisse commune aux habitants de Montjustin et de Velotte, c’est là également que sont enterrés les membres de la famille de Montjustin.
Hormis la maison forte et l’église il reste peu de traces du patrimoine médiéval, des travaux archéologiques permettraient de confronter les archives à la réalité du terrain.
- Le château de Montjustin, et en fait une maison forte remaniée au XVIIe siècle, sous le château féodal, passé à la famille De Vaulchier par le mariage en 1807 de Louis René Simon, marquis de Vaulchier, avec Céleste Guillelmine Gasparine, fille de Charles François Millot baron de Montjustin[36]. L'édifice est inscrit au titre des monuments historiques en 1992[37].

La maison forte attenante aux ruines du château.
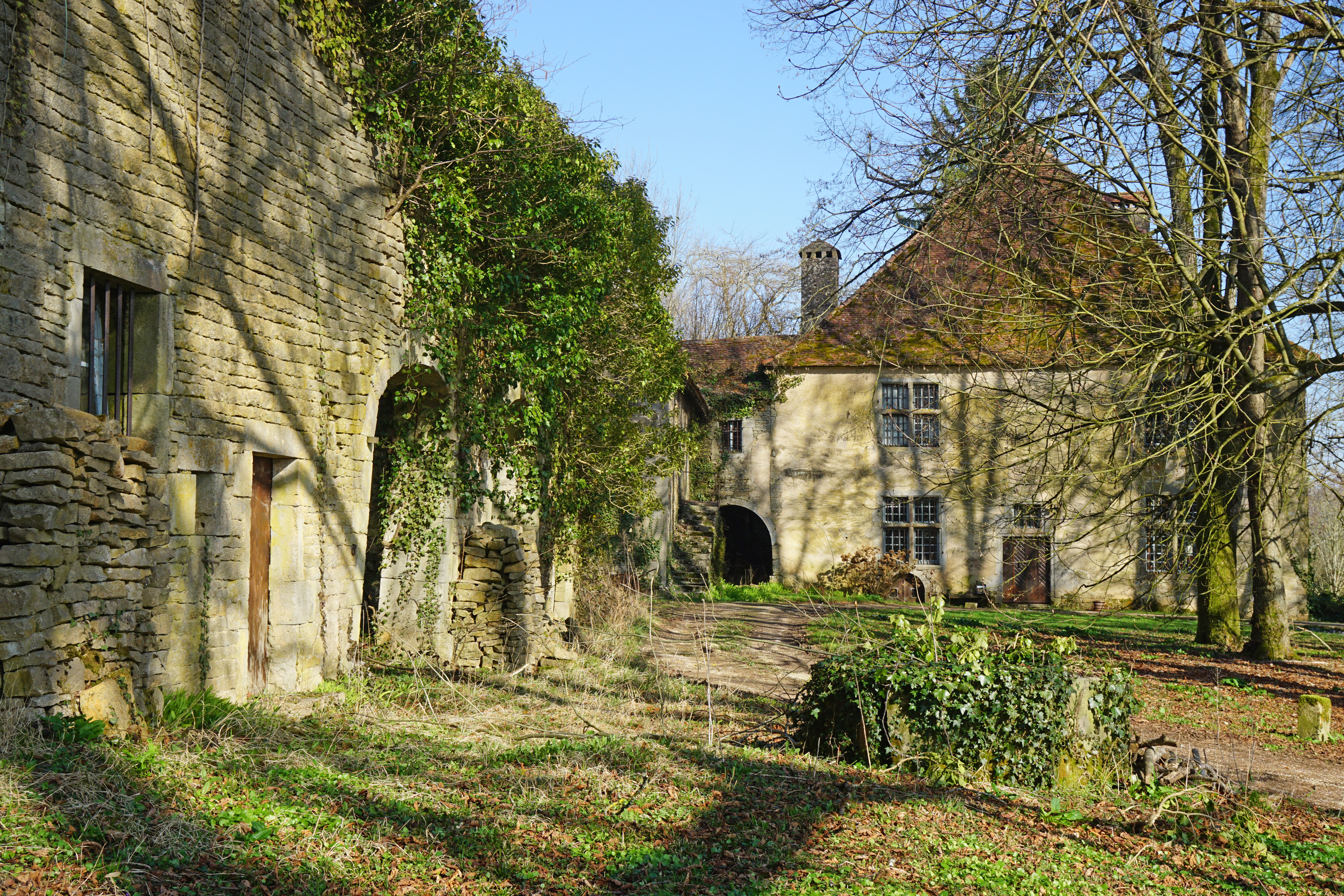
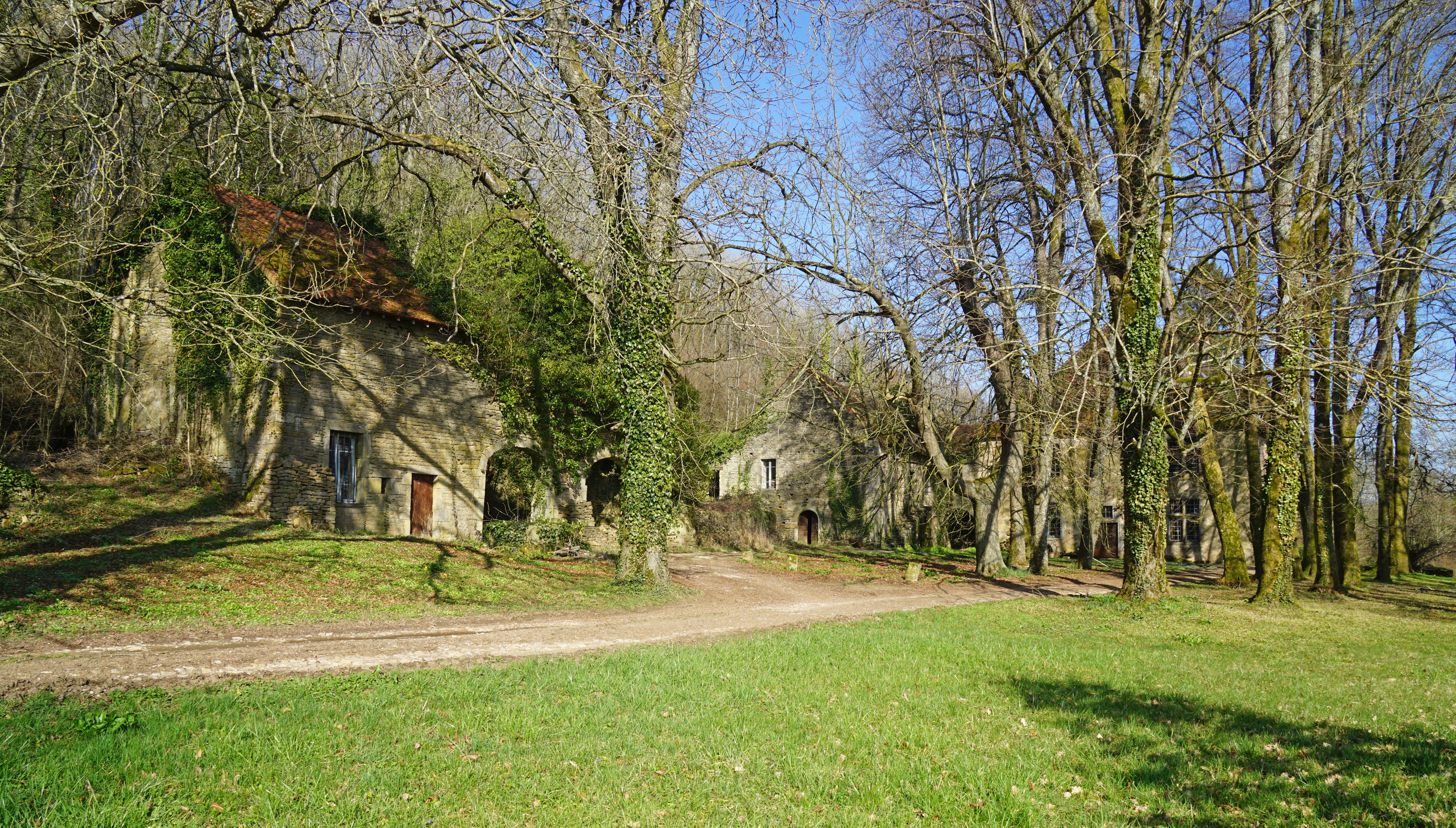

- L'église, placée sous la titulature de saint Just, remonte au XIIe siècle mais elle a été fortement remaniée aux siècles suivants, l'imposant clocher coiffé d'une toiture pyramidale datant du XVe siècle. Les deux premières chapelles, situées sur le bas côté droit et dédiées à l'Assomption de la Vierge et à saint Joseph, comportent d'intéressants retables en pierre du XVIIe siècle. L'ancienne croix monumentale du cimetière, datant du XVe siècle et mise à l'abri à l'intérieur de l'église, est composée d'un pied octogonal surmonté d'une lanterne à huit faces délicatement sculptée. La grille d'entrée est du XVIIIe siècle (1754). De nombreuses pierres tombales y sont conservées.

L'église Saint-Just.
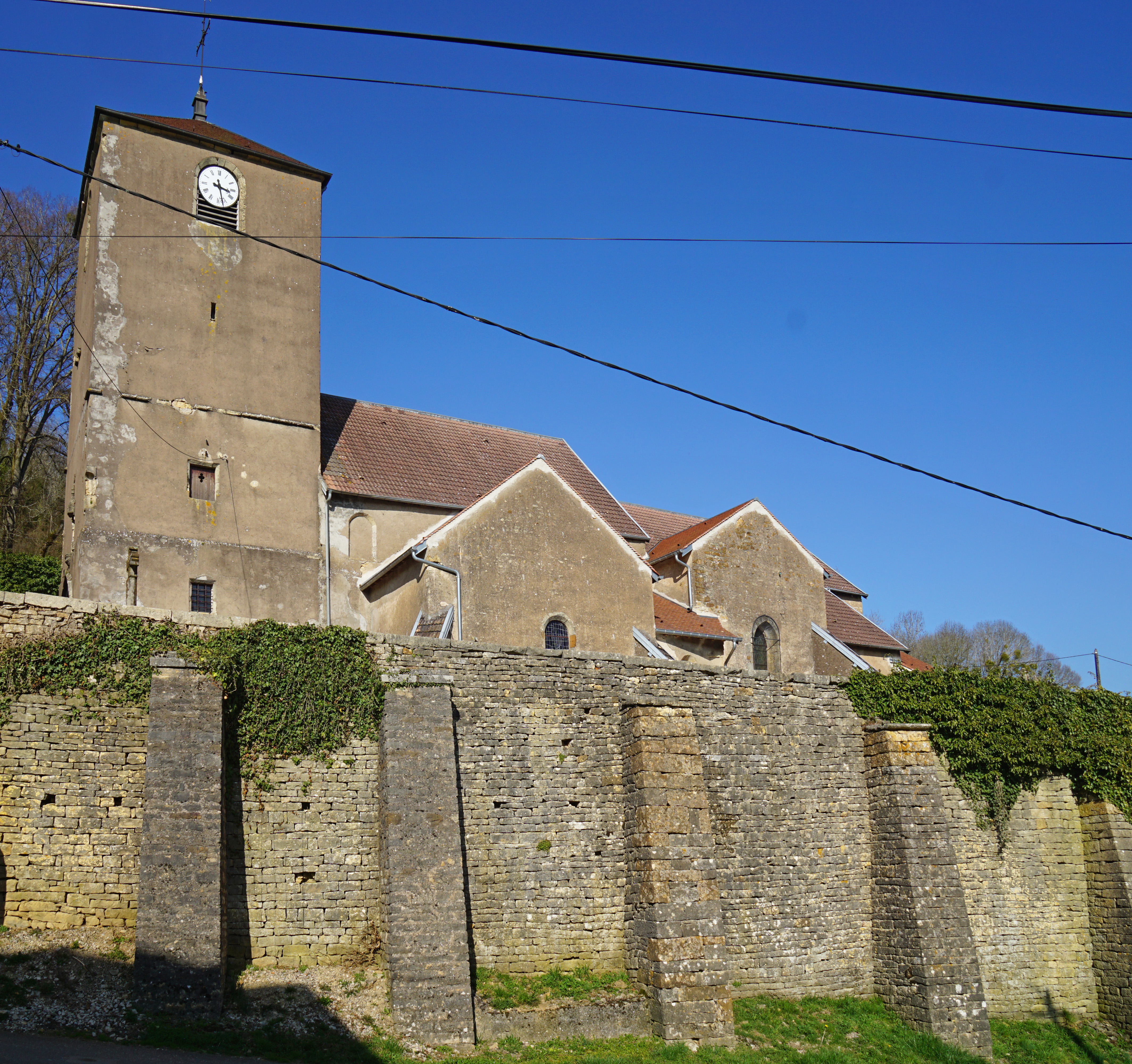
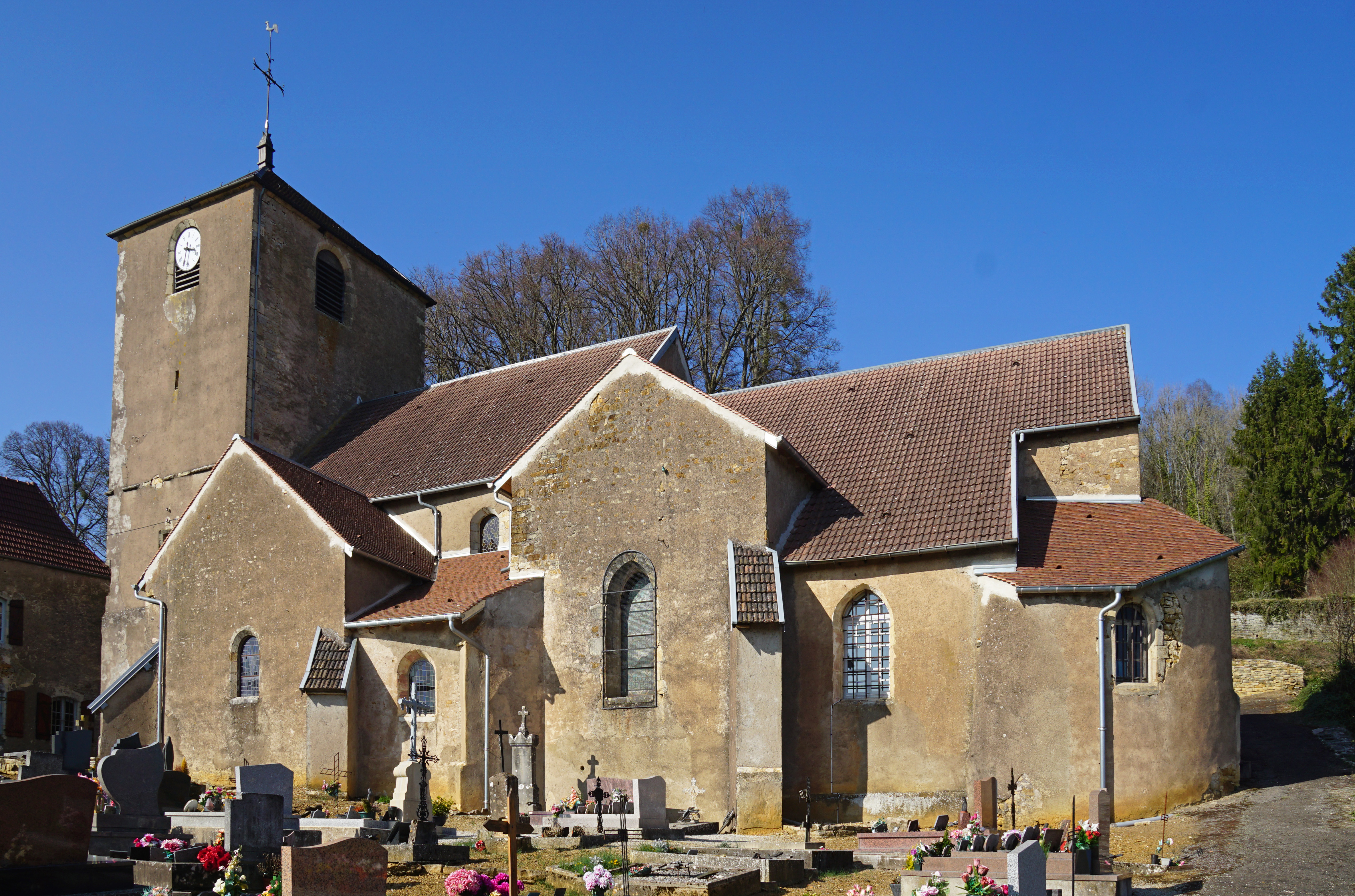
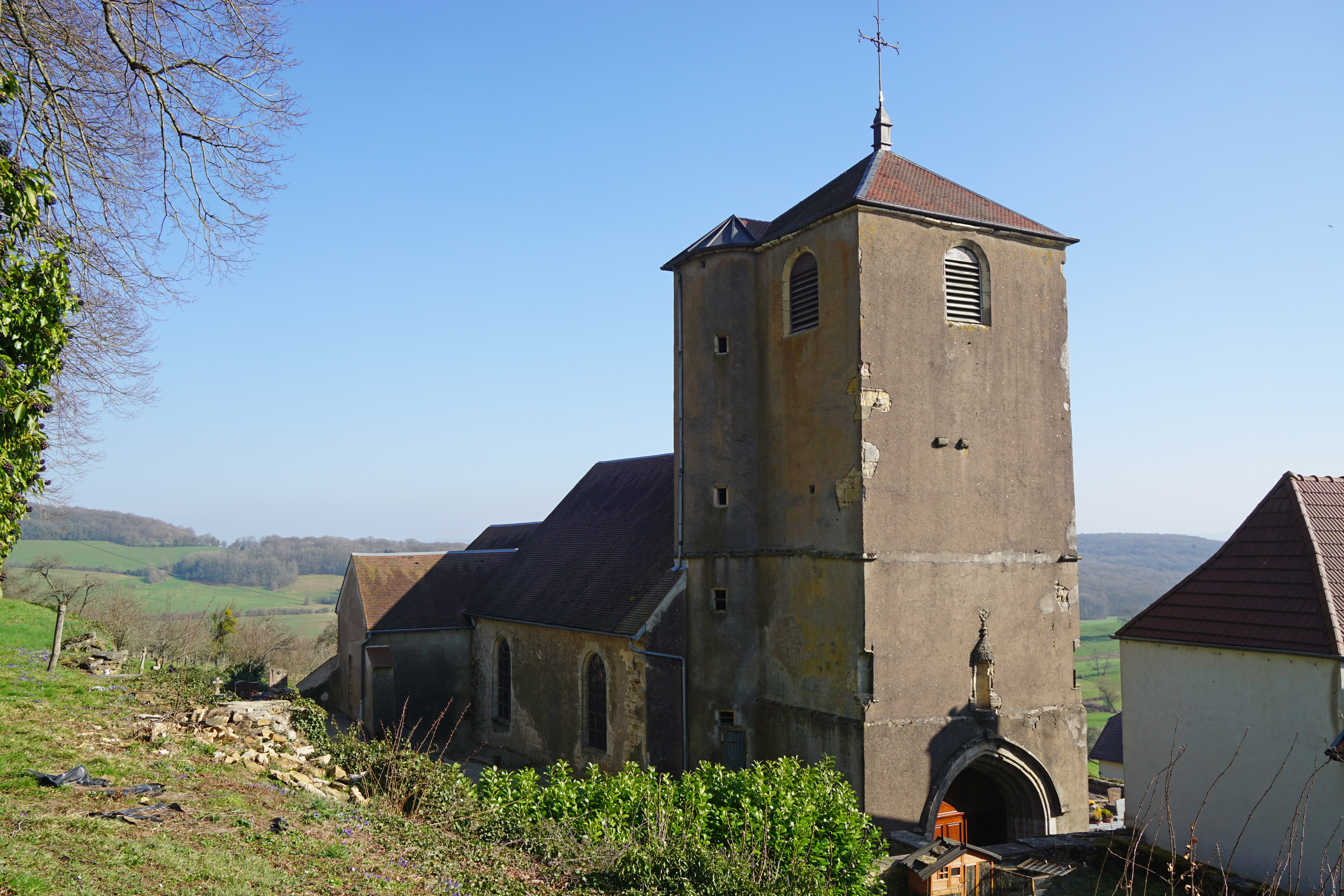
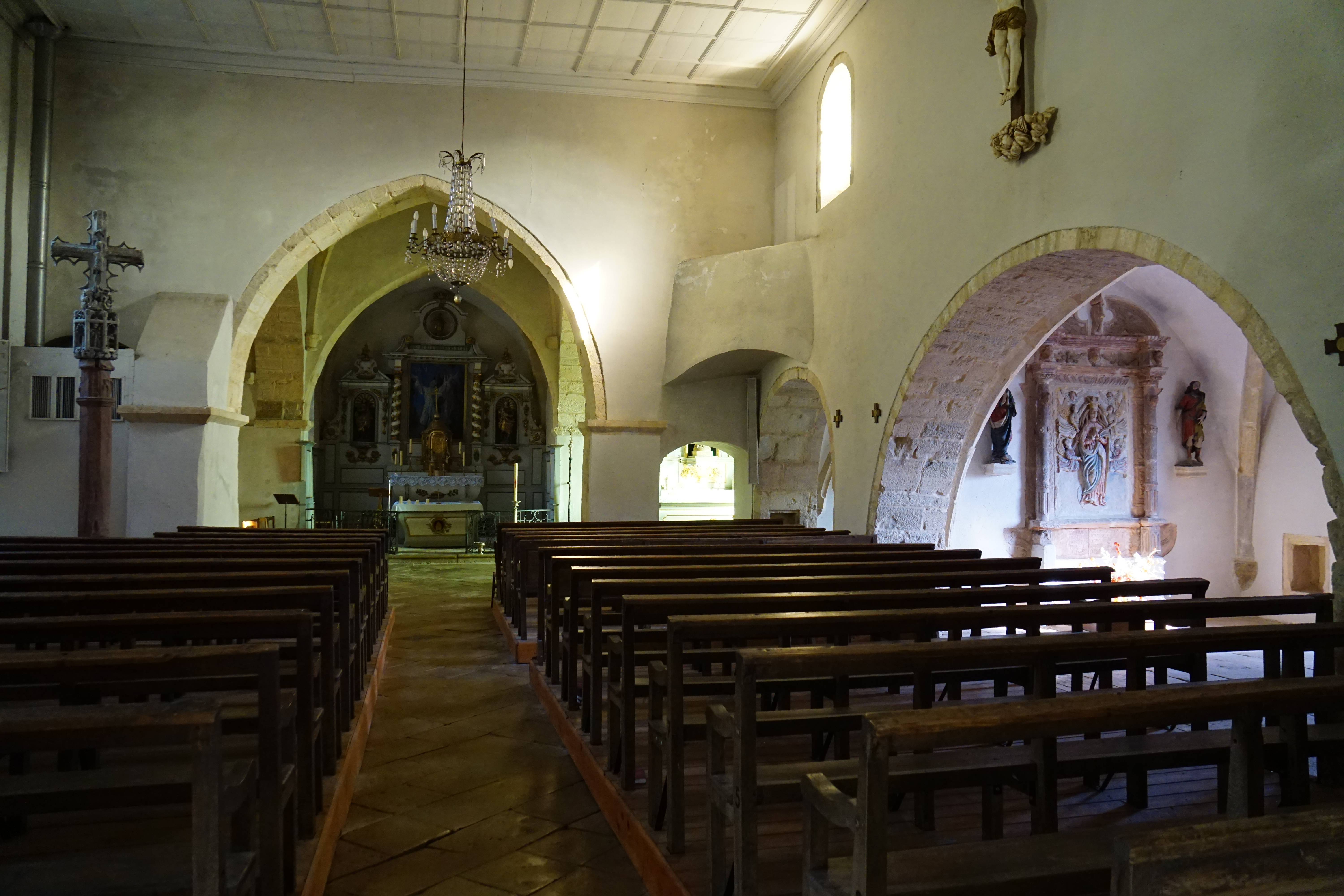

Témoignant de l'importance du village, le mariage de Catherine de Bourgogne, fille du duc de Bourgogne Philippe le Hardi y a été célébré le 15 août 1393 avec le duc Léopold IV d'Autriche.
- La croix du cimetière est classée au titre des monuments historiques en 1934[38].
- Monument aux frères Doillon : située sur la route d'Autrey-lès-Cerre, cette stèle en granite a été érigée à la mémoire de Simon et Jean Doillon, tués en 1944 dans les combats de la Libération.

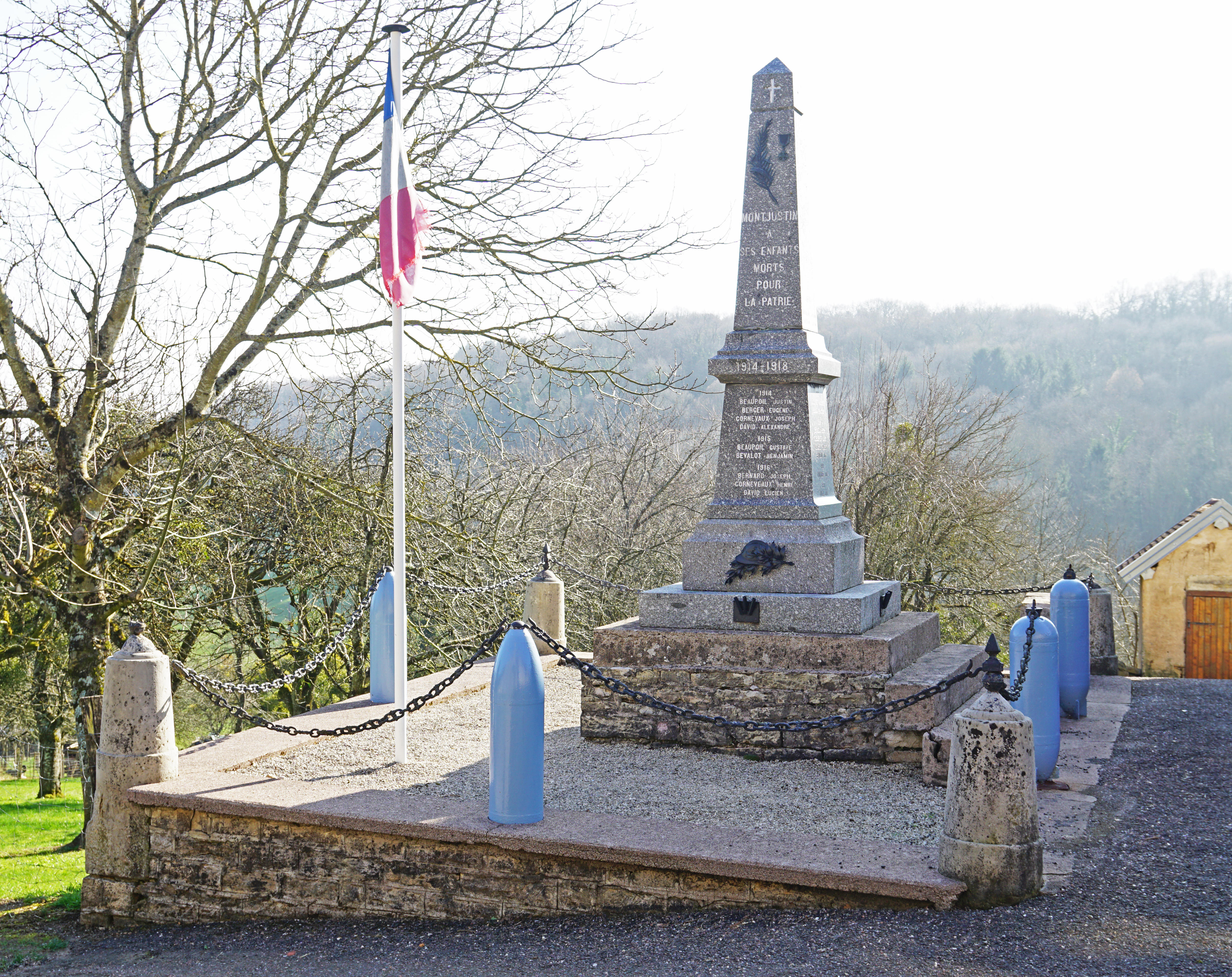
Monument aux morts.
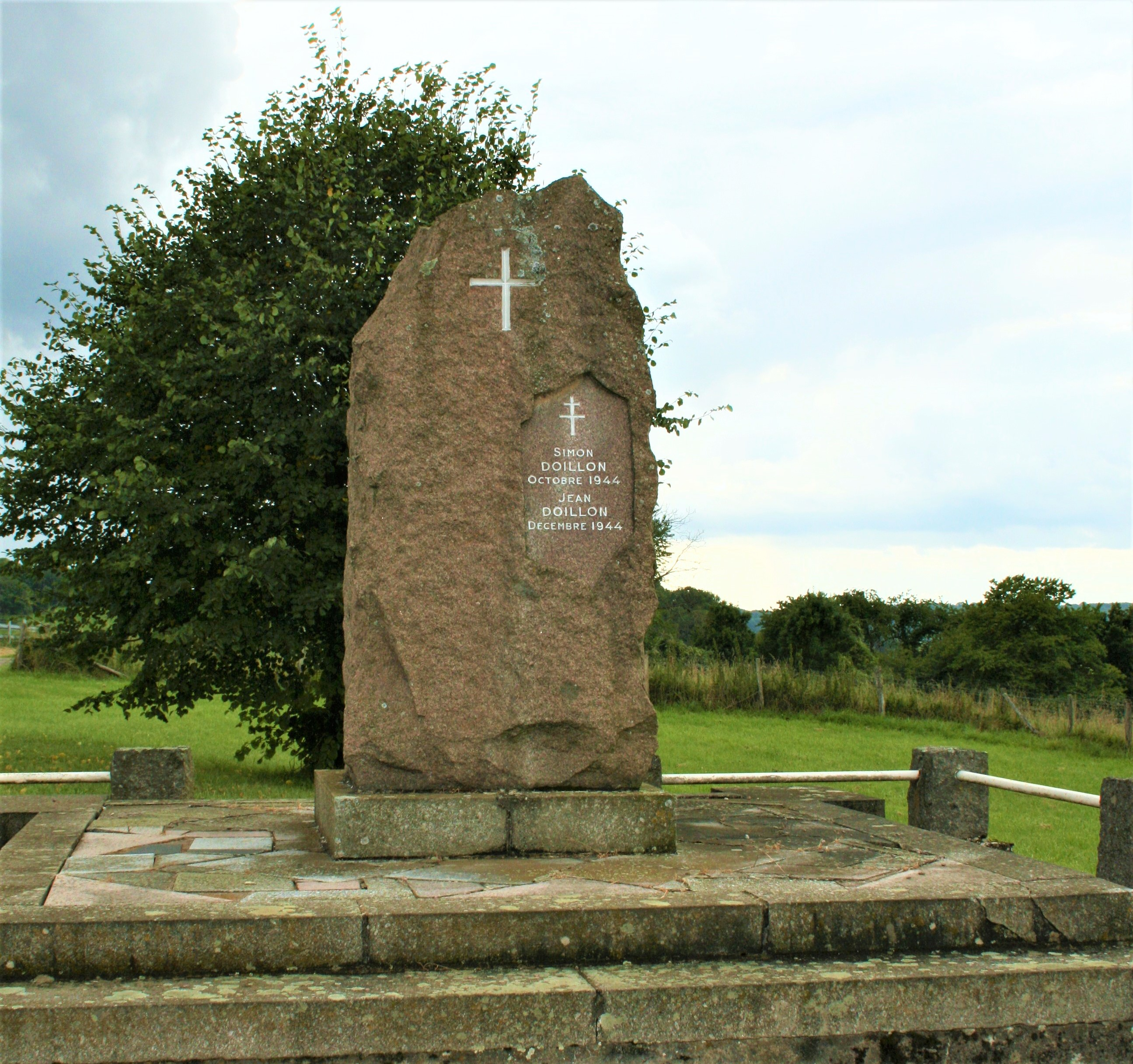
Monument aux frères Doillon.
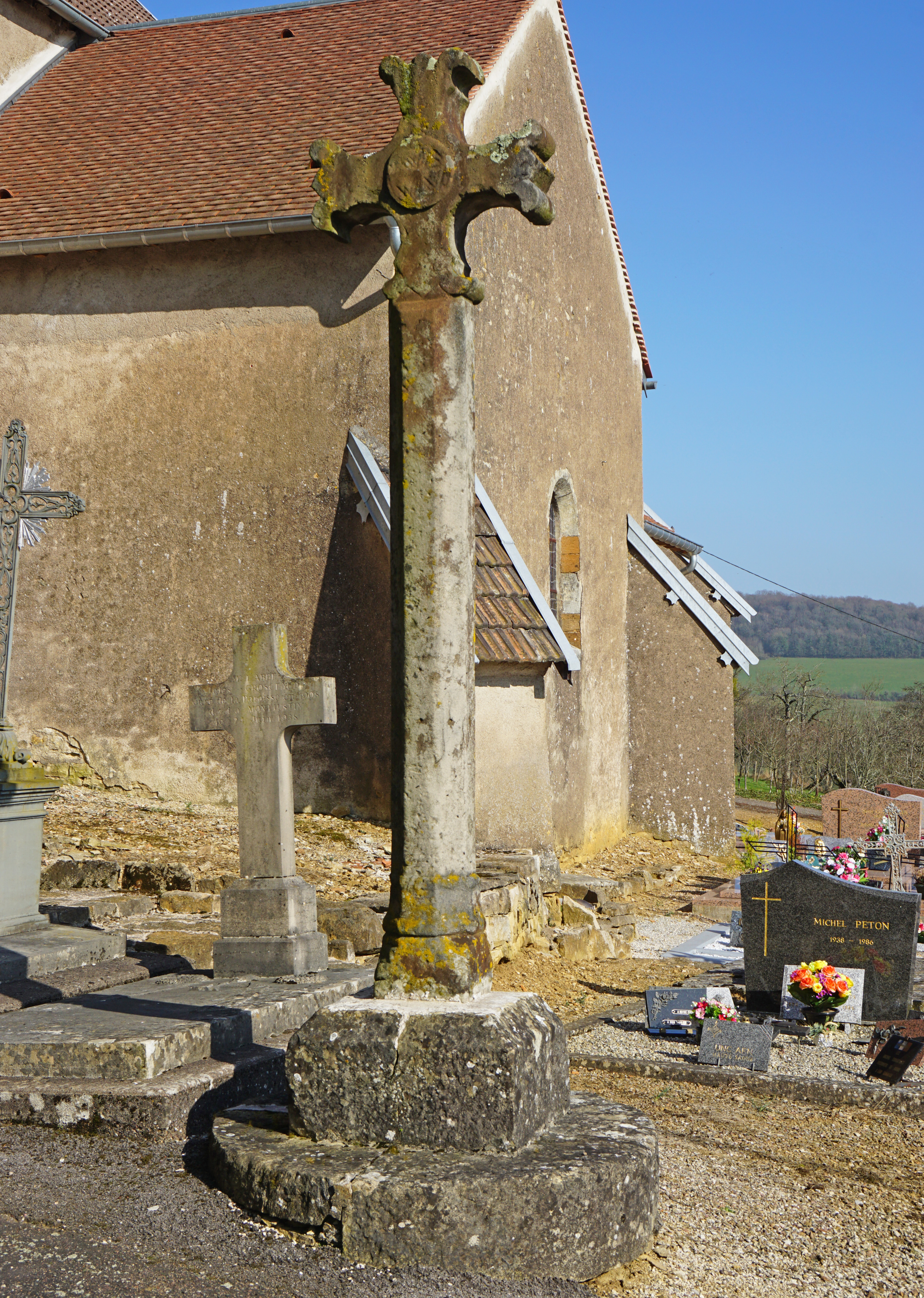
Croix du cimetière.
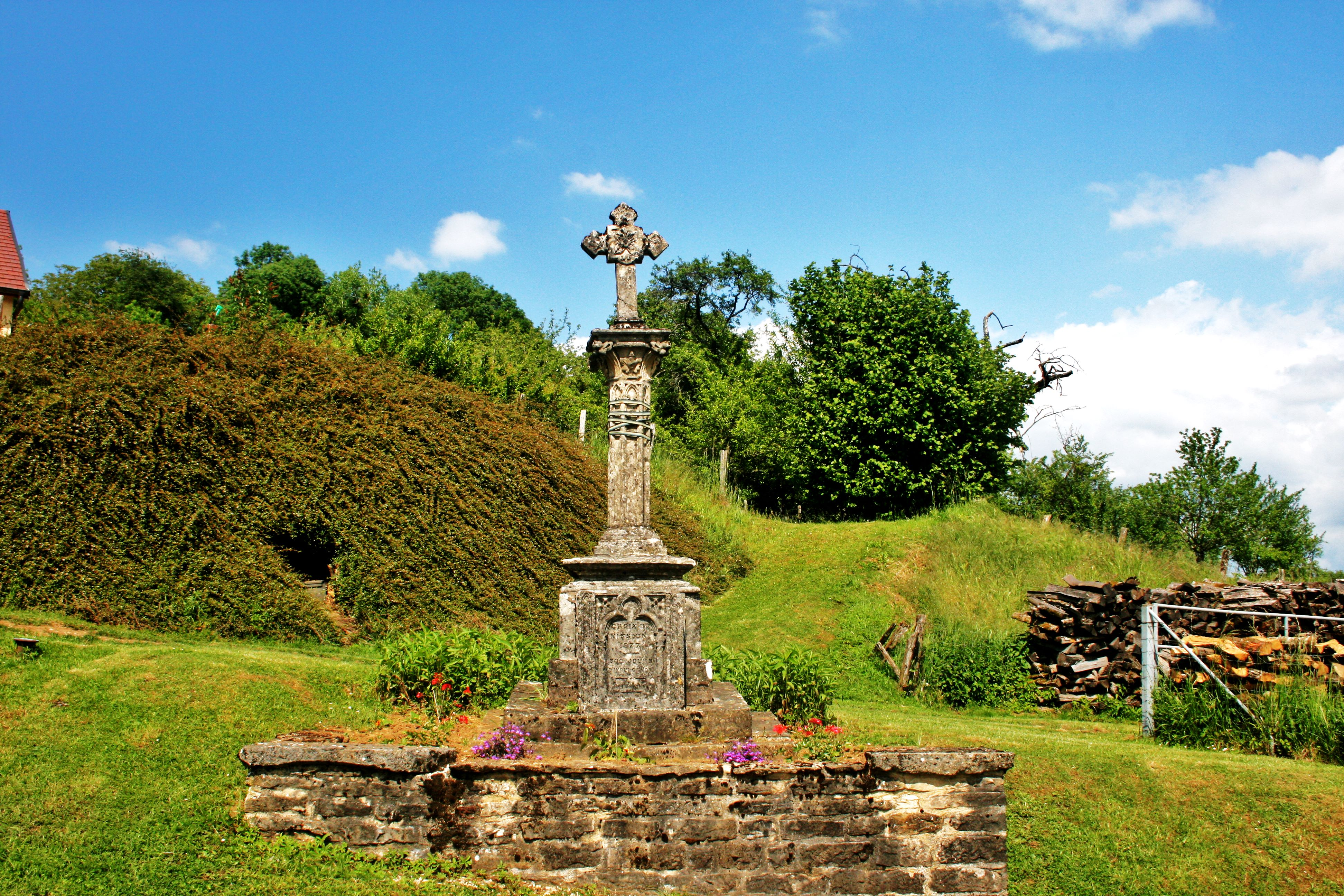
Croix à l'entrée basse du village.
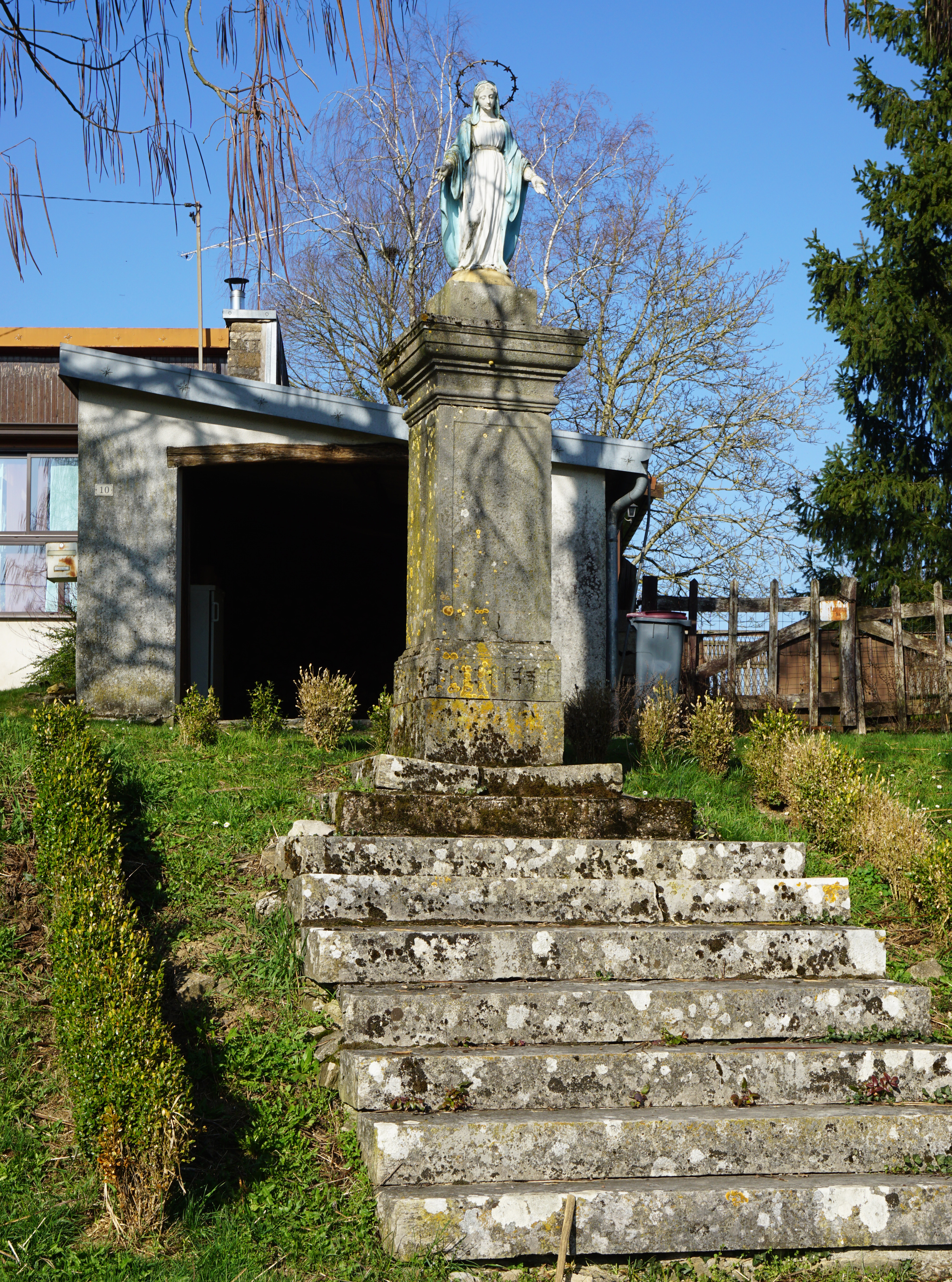
Statue de la Vierge.
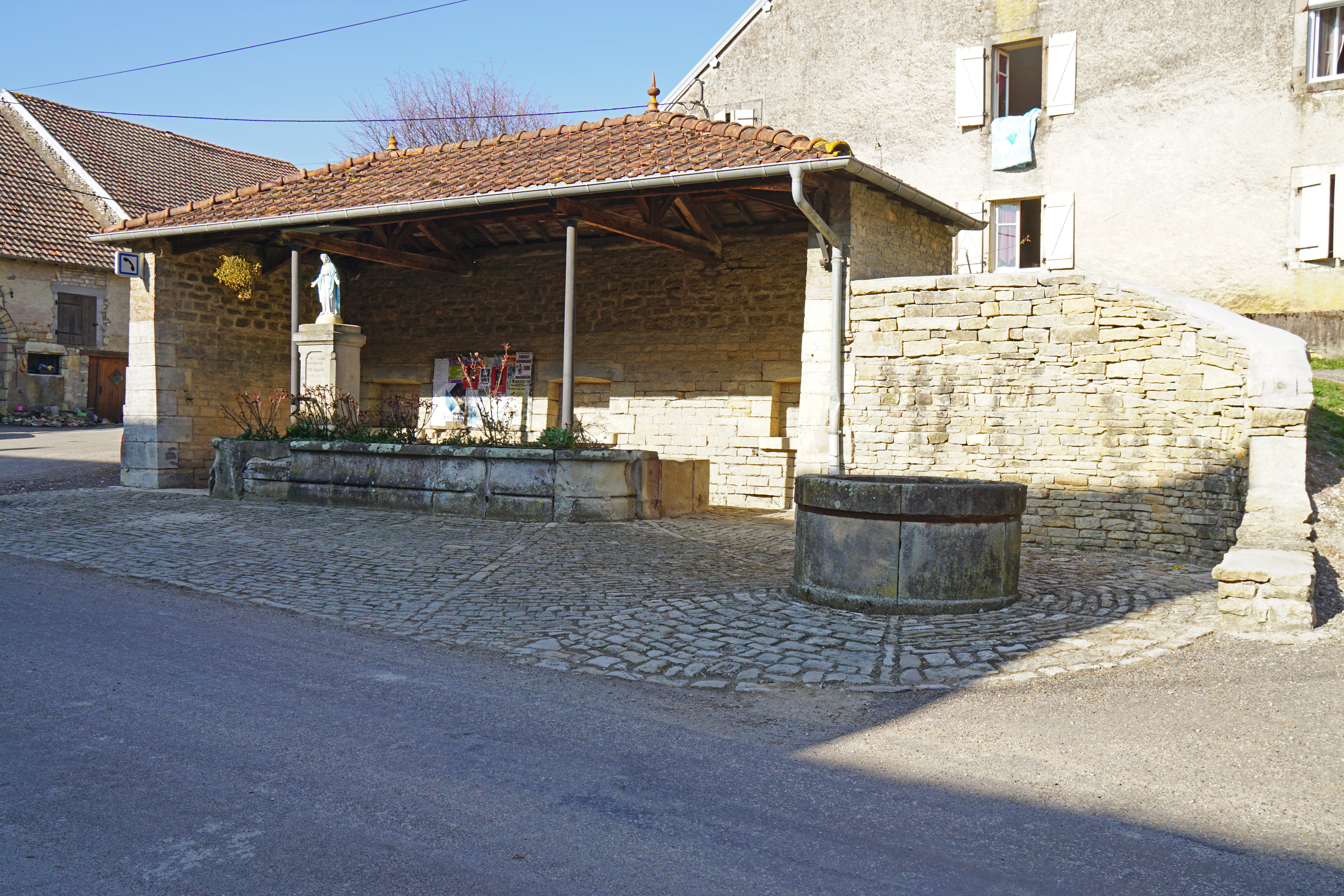
Lavoir du haut.
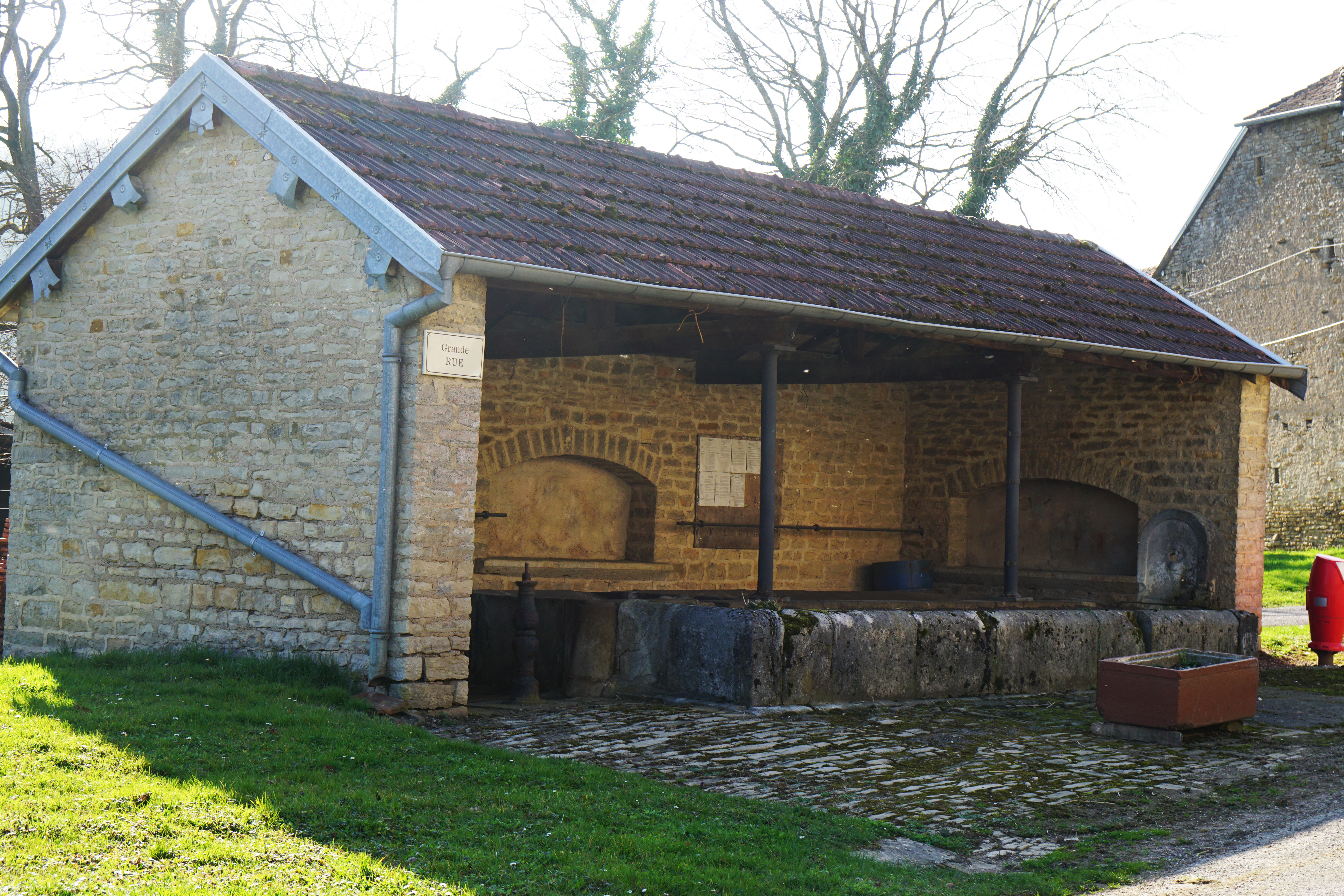
Lavoir du bas.

### Personnalités liées à la commune
- Sainte Clotilde, princesse burgonde puis femme de Clovis Ier, roi des Francs.
- Thibault de Lavier, écuyer, capitaine des Elus de la prévôté de Montjustin est du nombre des gentilshommes qui en 1571 combattirent sous les ordres de Don Juan d'Autriche à la bataille de Lépante[39]. Il déposera comme ex-voto, en remerciements à Notre Dame au Mont-Roland, son drapeau, sa rondache (bouclier) et son coutelas[40].
- Edouard Antoine Sidoine  de Fitz-James 7e duc du nom, né à Paris en 1828, mort au château de Montjustin le 23 septembre 1906.
- Jean Doillon, né le 1er décembre 1911 à Montjustin, obtient  le 2 septembre 1935 son brevet de pilote militaire et il effectue son service dans l'Armée de l'Air jusqu'au 15 octobre 1936. Ancien élève de l'École nationale de la France d'outre-mer, il est ensuite intégré dans les fonctions d'administrateur des colonies, tout en étant mis à la disposition du commandement de l'Air de l'Afrique Occidentale Française, ce qui le conduit à participer aux campagnes de 1940. En dépit de son âge, il réussit à être rappelé en activité le 10 décembre 1943 dans l'armée française de la libération. Après une formation à Bamako et à Meknès, il intègre le groupe de chasse 11/7 « Nice » le 1er juillet 1944 au grade de lieutenant. Il participe à la couverture du débarquement de Provence, puis à la libération de la France. Il remporte deux victoires aériennes contre des Messerschmitt Bf 109 en octobre et décembre 1944. Il trouve la mort le 24 décembre 1944 aux commandes de son Spitfire dans les environs de Dunningen en Allemagne, dans un dernier combat où son adversaire est également abattu. Chevalier de la Légion d'honneur à titre posthume, il a été cité deux fois à l'ordre de l'Armée en étant décoré de la Croix de guerre avec palme. Il a totalisé 50 missions de guerre[41].
- Simon Doillon, né le 28 juin 1915 à Montjustin, entre dans la résistance active à partir de 1943. Devenu lieutenant des Forces françaises de l'intérieur, son principal fait d'armes est d'avoir obtenu en août 1944 la désertion à Vesoul d'un bataillon d'infanterie SS composé d'Ukrainiens et de Polonais, fort de 820 hommes. Promu capitaine, il participe à leur tête à plusieurs attaques avant d'être nommé officier de liaison auprès d'un escadron de reconnaissance américain en septembre 1944. Il trouve la mort en opération le 7 octobre 1944 à Menil-sur-Belvitte dans les Vosges[42].

À une vingtaine de kilomètres, la commune de Noidans-les-Vesoul a baptisé une voie de la commune « avenue des Frères-Doillon ».